# Нет орхидей для мисс Блендиш
«Нет орхидей для мисс Блендиш» (англ. No Orchids For Miss Blandish) — роман английского писателя Джеймса Хедли Чейза, написанный в 1939 году.

## Сюжет
Двое мелких грабителей решились на кражу дорогого колье у избалованной взрослой дочери местного богача Блендиша. Но дело приняло неожиданный оборот и закончилось убийством приятеля девушки и её похищением. Тут же обнаружилась возможность вытрясти из богача много денег в виде выкупа. Мисс Блендиш перешла теперь к банде под руководством престарелой преступницы Ма Гриссон, и вроде бы всё шло по плану, как вдруг сынок Ма Гриссон по кличке Ловкач неожиданно влюбился в ослепительную пленницу. Мисс Блендиш теперь заперли и стали накачивать наркотиками, в то время как дегенерат Ловкач издевался над ней. Но долго это продолжаться не могло — об узнице вскоре стали узнавать всё больше людей. Дело закончилось полицейской облавой. Но вызволенная из лап преступников мисс Блендиш, очнувшись от наркотиков, не выдержала произошедшего с ней и покончила с собой.

## Продолжение
В 1948 году Чейз написал роман-продолжение (тоже детектив) «Плоть орхидеи». Согласно сюжету продолжения мисс Блендиш из «Нет орхидей...» забеременела от изнасилований Ловкачом и перед самоубийством успела родить дочь (от Ловкача) — Кэрол Блендиш, которая, став взрослой девушкой, и является главной героиней продолжения.

## Критика
Джордж Оруэлл отметил писательский талант Чейза, но назвал роман «фашистским» по существу, пропагандирующим культ насилия.

## Экранизации
- «Нет орхидей для мисс Блэндиш[англ.]» (1948, Великобритания). Режиссёр Сент-Джон Ли Клоуз[англ.].
- «Банда Гриссомов» (1971, США). Режиссёр Роберт Олдрич.